# Vajta
in Darko Horvat - Vajta
Vajta je vas na Madžarskem, ki upravno spada pod podregijo Sárbogárdi Županije Fejér.